# 潘兴嗣
潘兴嗣（约1023年—1100年），字延之，南昌新建人。自幼好学，精通经史，工于诗文，为世人推崇。与王安石、曾巩相友善。潘兴嗣曾祖荫出仕，后归乡筑室豫章城南，自号清逸居士，名其楼为“闲云楼”。著有《西山文集》六十卷、《诗话补遗》一卷。
中华佛教上关于潘兴嗣的介绍（居士分灯录）